# Jake Harvie
Jake Harvie né le 5 mars 1998 à Dardanup, est un joueur de hockey sur gazon australien. Il évolue au poste de défenseur au WA Thundersticks et avec l'équipe nationale australienne.

## Carrière

### Coupe du monde
- : 2018

### Coupe d'Océanie
- : 2019

### Jeux du Commonwealth
- : 2018[2]